# Centrala Surinams naturreservat
Centrala Surinams naturreservat är ett 16 000 km² stort naturreservat med tropisk skog, beläget i centrala Surinam. Reservatet bildades 1998 och kom att länka samman de tre redan existerande naturreservaten Raleighvallen, Eilerts de Haan Gebergte och Tafelberg. 2000 blev reservatet klassat som ett världsarv.
I reservatet dokumenterades över 5000 olika arter av kärlväxter. I skyddsområdets låga delar ligger några isolerade berg av granit som är synliga ovanför skogen. I reservatet ingår även en tepui (platåberg) och i södra delen ligger bergstrakten Wilhelminabergen med den högsta toppen vid 1230 meter över havet.
Ungefär 400 olika fågelarter registrerades med bland annat harpyja, guldklippfågel och röd ara. Typiska däggdjur i reservatet är jaguar, jättebälta, jätteutter, låglandstapir och åtta olika arter av primater.
Nära vattendrag upptäcktes hällristningar och många föremål från den förcolumbianska tiden.